# Aimé Philippe Gros
Pour les articles homonymes, voir Gros.
Aimé Philippe Gros est un homme politique français né le 23 février 1816 à Husseren-Wesserling (Haut-Rhin) et décédé le 4 janvier 1892 à Paris.
Filateur à Wesserling, il est député du Haut-Rhin de 1863 à 1869, siégeant dans la majorité soutenant le Second Empire. Bien que candidat officiel en 1869, il est sèchement battu.

## Sources
- « Aimé Philippe Gros », dans Adolphe Robert et Gaston Cougny, Dictionnaire des parlementaires français, Edgar Bourloton, 1889-1891 [détail de l’édition]